# ولانس
ولانس (به فرانسوی: Valeins) یک کمون در فرانسه است که در ان (اوورنی-رون-آلپ) واقع شده‌است. ولانس ۴٫۳۶ کیلومتر مربع مساحت دارد ۲۱۰ متر بالاتر از سطح دریا واقع شده‌است.